# Walther von Seydlitz-Kurzbach
Walther von Seydlitz-Kurzbach (Hamburgo, 22 de agosto de 1888 - Bremen, 28 de abril de 1976) foi um general alemão, descendente de uma nobre família prussiana e atuante durante a Segunda Guerra Mundial, quando liderou uma organização antinazista como prisioneiro de guerra na URSS e foi condenado a morte in absentia por Adolf Hitler.
Durante a I Guerra Mundial, Seydlitz participou do conflito como oficial em ambas as frentes de combate, ocidental e oriental. No período entre-guerras, na República de Weimar, tornou-se um oficial profissional no exército alemão. Mas foi na Segunda Guerra Mundial que ele escreveu seu nome na história.
Entre 1940 e 1942, Seydlitz comandou a 12ª Divisão de Infantaria do exército alemão. Quando sua divisão foi cercada em Demyansk, durante a retirada das tropas alemães após a Batalha de Moscou, no primeiro semestre de 1942, Seydlitz conseguiu romper o cerco soviético e permitiu às unidades alemães escaparem da destruição e aprisionamento, sendo, por esta ação, promovido a general de artilharia e recebendo o comando de um corpo de exército.
O Corpo foi subordinado ao 6º Exército alemão durante a Batalha de Stalingrado. Quando todo o exército foi cercado na cidade após a contra-ofensiva soviética de inverno, Seydlitz foi um dos oficiais que mais clamou por um rompimento do cerco, sem sucesso, ao contrário das ordens de Hitler. Depois da rendição das forças alemães sobreviventes em Stalingrado, ele foi feito prisioneiro pelo Exército Vermelho.
Como prisioneiro de guerra, Seydlitz se tornou líder da organização antinazista Liga de Oficiais Alemães (alemão: Bund deutscher Offiziere, BOD) e um membro proeminente do Comitê Nacional por uma Alemanha Livre (alemão: Nationalkomitee Freies Deutschland). Foi recriminado por muitos de seus colegas oficiais por suas atividades antinazistas e sentenciado à morte in absentia por Hitler, enquanto sua família, na Alemanha, era detida em virtude da lei que estendia aos parentes os crimes cometidos por membros de uma família.
Idealizador da criação um exército alemão antinazista, formado por 40 mil prisioneiros de guerra dos soviéticos, para lutar ao lado do Exército Vermelho, teve sua ideia rejeitada pelo governo de Stalin; acabou tendo seu nome e imagem explorados por ambos os lados, principalmente pelo rádio, como um traidor nacional por uns e como um alento à rendição dos alemães por outro.
Em 1949, quatro anos após o fim da guerra, Seydlitz requereu a seus captores libertação e reintegração na Alemanha, na zona soviética de ocupação. Por ter mostrado pouca disposição a colaborar com as autoridades depois da guerra, seu pedido foi negado e ele foi acusado de cometer atrocidades contra prisioneiros soviéticos e a população civil russa, enquanto a serviço da Wehrmacht. Em 1950, um tribunal soviético o condenou a 25 anos de prisão, mas em 1955 ele foi libertado e enviado à Alemanha Ocidental, onde, no ano seguinte, sua sentença de morte proferida pelo Terceiro Reich foi anulada.
Walther von Seydlitz morreu em Bremen em 28 de abril de 1976, aos 87 anos. Em 23 de abril de 1996, um perdão póstumo lhe foi concedido pelas autoridades russas.

## Carreira militar

### Condecorações
- Cruz de Ferro 2ª Classe
- Cruz de Ferro 2ª Classe
- Cruz de Cavaleiro da Cruz de Ferro 15 de agosto de 1940

Folhas de Carvalho nº 54 31 de dezembro de 1941

## Filmes
- The Wehrmacht - The Turning Point(Ep 02) - ZDF 2007- (Documentário da TV Alemã ZDF)